# Educación intercultural
La educación intercultural es un enfoque educativo que tiene un carácter inclusivo, donde se parte del respeto y la valoración de la diversidad cultural;  es indispensable para lograr una educación integral, busca erradicar elementos que dificulten la convivencia entre culturas como : La discriminación, la exclusión, el racismo.
Este tipo de educación alude a una tendencia reformadora en la praxis educativa que trata de responder a la diversidad cultural de las sociedades actuales 
Algunos de los principios por los cuales se formula la educación intercultural son:  
- Promoción del respeto entre culturas coexistentes
- Aceptación de culturas en contacto
- Percepción de la diversidad como un valor y no como una deficiencia
- Incremento de la equidad educativa
- Favorecer la comunicación y convivencia

Se desarrolla de forma interdisciplinar y transversal, tiene un enfoque holístico, es decir no se trata de una educación puntual, ejemplo de ello son los “Día de …” (día de la paz, día de la diversidad, ...), muy comunes en nuestra cultura escolar, sino que es una educación que está siempre presente en el continuo del proceso de enseñanza-aprendizaje y además globalizadora afectando a todas las dimensiones educativas posibles.
En la Educación Intercultural existen retos que afrontar, uno de ellos es la posible presencia de lenguas distintas entre los interactuantes.